# Rincón de López
Rincón de López är en ort nordost om Tejupilco de Hidalgo i kommunen Tejupilco i delstaten Mexiko i Mexiko. Samhället hade 1 507 invånare vid folkräkningen 2020. Orten har bland annat en vårdcentral, Consultorio Médico Carranza och två skolor, varav en grundskola och en högskola.